# سو چانگ وان
سو چانگ وان (کره‌ای: 서창완؛ زادهٔ ۱۴ مارس ۱۹۹۷) ورزشکار پنج‌گانه مدرن اهل کره جنوبی است. او در بازی‌های المپیک تابستانی ۲۰۲۴ رقابت کرد.
وی در مسابقات کشوری و بین‌المللی در مجموع برندهٔ ۱ مدال طلا، ۱ مدال نقره، ۱ مدال برنز شده است.